# Pudahuel
Pudahuel is een gemeente in de Chileense provincie Santiago in de regio Región Metropolitana. Pudahuel telde 230.293 inwoners in 2017.